# Narciso de Andrade
Pour les articles homonymes, voir Andrade.
Narciso de Andrade Neto (né le 20 juillet 1925 à São Paulo, Brésil - mort le 29 décembre 2007 à Santos) était un écrivain, poète et journaliste brésilien du XXe siècle.

## Biographie
Narciso de Andrade, fils de Agenor Narciso Andrade et Celina Penteado, nait à São Paulo, au milieu des années 1920, un an et cinq mois après celui qui sera son grand ami, Roldão Mendes Rosa (1924-1989). Peu de temps après sa naissance, sa famille s'installe à Santos, où il passe sa jeunesse, et commence à travailler comme journaliste, au début des années 1950 dans le quotidien O Diário, qui commence à publier ses premiers poèmes.
« Sa poésie conduit toujours le lecteur vers un monde magique, rempli de métaphores, interprétées par des cœurs anxieux » écrit au sujet de l'œuvre poétique de Narciso de Andrade le professeur Lucia Teixeira Furlani dans la préface du recueil Poesia Sempre, publié en novembre 2006, à l'initiative de l'université Santa Cecília et de sa maison d'édition Unisanta.
Il meurt le 29 décembre 2007 à l'âge de 82 ans, des suites d'une infection généralisée.

## Œuvres
L'œuvre poétique de Narciso de Andrade est pratiquement inédite en livres, et il faut se reporter pour la lire, à des journaux et revues qui l'ont publiée tout au long de sa vie.